# Luis Andrés Bredlow
Luis Andrés Bredlow, né le 3 août 1958 à Augsbourg et mort le 8 septembre 2017 à Terrassa, est un poète, traducteur, essayiste, spécialiste de Parménide, qui a enseigné durant presque vingt ans l’histoire de la philosophie à l’université de Barcelone.

## Biographie
Helléniste réputé, il est l’auteur d’une édition critique de l’œuvre de Gorgias (Anthropos, 2016) ; d’une nouvelle traduction commentée de l’œuvre de Diogène Laërce, avec versions rythmiques des citations en vers (Lucina, 2010) ; d’une édition critique du Poème de Parménide en collaboration avec Agustín García Calvo (Lucina, 2018) ; ainsi que de nombreux articles dans des revues internationales de recherche en philosophie et philologie classique (Apeiron, Classical Philology, Harvard Studies, Ontology Studies). 
Dans le domaine de la philosophie, il est l’auteur d’une introduction à l’œuvre de Platon et à celle de Kant avec anthologie de textes (Montesinos, 2010 et 2017) ; d’une édition des Écrits mineurs de Max Stirner (Pepitas de calabaza, 2e éd. 2020) ; ainsi que d’une nouvelle traduction du passage sur « Le caractère fétiche de la marchandise et son secret » du Capital de Karl Marx, introduite par Anselm Jappe (Pepitas de calabaza, 2016). 
Il a également publié deux recueils de poésie (Ribera, 1989 et 1995) et de nombreuses traductions d’auteurs modernes (Schiller, Döblin, Anders, Traven, Debord, Vaneigem, Anderson). 
Dans le champ de la critique sociale, après avoir contribué à la diffusion des idées situationnistes en Allemagne dès la fin des années soixante-dix par le biais de la revue Ausschreitungen qu’il cofonda avec l’éditeur Klaus Bittermann, il a participé à la diffusion de la théorie critique de la valeur en Espagne en publiant le premier recueil de traductions de textes des principaux auteurs de ce courant de pensée (El absurdo mercado de los hombres sin cualidades, Pepitas de calabaza, 2e éd. 2014) et a promu la publication de l’œuvre d’Agustín García Calvo en France. Ses nombreuses contributions aux revues barcelonaises Archipiélago, Mania et Etcétera, ont donné lieu à une critique sociale radicale dont témoigne son ouvrage Essais d’hérésie (Crise & Critique, 2024).

## Publications

### Traduites en français

#### Livres
- Essais d'hérésie, postface d'Anselm Jappe, traduit de l'espagnol par Manuel Martinez, Albi, Crise & Critique, 2024. Publication originale : Ensayos de herejía, Logroño, Pepitas de calabaza, 2015. Recension de l'ouvrage par José Ardillo dans lundimatin n°428, le 14 mai 2024.

#### Articles
- « La théologie des passions dans le poème de Parménide », dans Dominique Chateau et Pere Salabert (éd.), Figures de la passion et de l’amour, Paris, L’Harmattan, 2011, p. 91-107.
- « De la machine sociale à la révolution biologique. Notes sur l’œuvre théorique de Giorgio Cesarano », dans lundimatin n°248, le 23 juin 2020.
- « La contradiction et le sacré », dans Jaggernaut n°6, Varia, Albi, Crise & Critique, 2023.
- « Poésie contre l’État. Entretien avec Luis Andrés Bredlow (1995) », dans lundimatin n°420, le 19 mars 2024.

#### Préfaces et postfaces
- « Prologue à l’édition française », dans Agustín García Calvo, La Société du Bien-être, Vierzon, Le Pas de Côté, 2014.
- « Agustín García Calvo, voix du peuple qui ne meurt jamais », dans Agustín García Calvo, Qu’est-ce que l’État ?, Lyon, Atelier de création libertaire, 2021.
- « Prologue à l’édition française », dans Agustín García Calvo, Apophtegmes sur le marxisme, Albi, Crise & Critique, 2022.
- « Prologue à la dernière édition espagnole », dans Commune Antinationaliste de Zamora – Agustín García Calvo, Communiqué urgent contre le gaspillage, Albi, Crise & Critique, 2024.

### En espagnol

#### Poésie
- La ribera invisible, Barcelone, Ribera, 1989.
- Limbario de aturdimientos, Barcelone, Ribera, 1995.

#### Éditions de textes anciens
- Diógenes Laercio, Vidas y opiniones de los filósofos ilustres. Traducidas y comentadas por Luis-Andrés Bredlow, Zamora, Lucina, 2010.
- Gorgias de Leontinos, De lo que no es o de la naturaleza. Los testimonios. Edición crítica, introducción, traducción y notas de Luis Andrés Bredlow, Barcelone, Anthropos, 2016.
- Parménides. Edición crítica de Agustín García Calvo y Luis Andrés Bredlow, Zamora, Lucina, 2018.

#### Philosophie
- Max Stirner, Escritos menores. Selección, traducción, prólogo y notas de Luis Andrés Bredlow, Logroño, Pepitas de Calabaza,  2013, 2e éd. 2020.
- Kant esencial. Introducción y antología por Luis Andrés Bredlow, Barcelone, Montesinos, 2010.
- Platón esencial. Introducción y antología por Luis Andrés Bredlow, Barcelone, Montesinos, 2017.